# Futbalový Klub Senica 2011-2012
Questa voce raccoglie le informazioni riguardanti il Futbalový Klub Senica nelle competizioni ufficiali della stagione 2011-2012. 

## Rosa
| N. |                           | Ruolo | Calciatore          |
| -- | ------------------------- | ----- | ------------------- |
| 2  | Stati Uniti (bandiera)    | C     | Michæl Petkov       |
| 3  | Slovacchia (bandiera)     | D     | Ján Gajdošík        |
| 5  | Costa Rica (bandiera)     | D     | Pedro Leal          |
| 6  | Francia (bandiera)        | C     | Louie Lagrenoueille |
| 7  | Panama (bandiera)         | A     | Rolando Blackburn   |
| 9  | Slovacchia (bandiera)     | C     | Martin Ďurica       |
| 10 | Rep. Ceca (bandiera)      | C     | Jaroslav Černý      |
| 11 | Rep. Ceca (bandiera)      | A     | Petr Hošek          |
| 12 | Paesi Bassi (bandiera)    | C     | Stef Wijlaars       |
| 13 | Costa d'Avorio (bandiera) | A     | Lamine Diarrassouba |

| N. |                       | Ruolo | Calciatore       |
| -- | --------------------- | ----- | ---------------- |
| 14 | Rep. Ceca (bandiera)  | A     | Jaroslav Diviš   |
| 15 | Slovacchia (bandiera) | D     | Ivan Hladík      |
| 16 | Argentina (bandiera)  | D     | Nicolás Gorosito |
| 17 | Slovacchia (bandiera) | D     | Róbert Pillár    |
| 18 | Slovacchia (bandiera) | P     | Pavel Kamesch    |
| 19 | Rep. Ceca (bandiera)  | A     | Jan Kalabiška    |
| 20 | Brasile (bandiera)    | A     | Bolinha          |
| 23 | Slovacchia (bandiera) | D     | Juraj Križko     |
| 26 | Rep. Ceca (bandiera)  | P     | Petr Bolek       |
| 30 | Slovacchia (bandiera) | P     | Ján Malec        |